# فيليب كابوتو
فيليب كابوتو (بالإنجليزية: Philip Caputo)‏ (10 يونيو 1941، شيكاغو في الولايات المتحدة)؛ ضابط، صحفي وروائي أمريكي.